# Jesús Rodríguez Magro
Jesús Rodríguez Magro (Madrid, 28 maggio 1960 – Alcalá de Henares, 19 settembre 2018) è stato un ciclista su strada e dirigente sportivo spagnolo.
Professionista dal 1982 al 1993, vinse una Subida a Urkiola e una Vuelta a Asturias. Dopo il ritiro è stato direttore sportivo per team asiatici.

## Carriera
I principali successi da professionista furono la Subida a Urkiola, una tappa alla Vuelta a Burgos e due tappe alla Vuelta a Asturias nel 1985 e la Vuelta a Asturias nel 1986. Fu secondo nella Clásica San Sebastián nel 1982, in una tappa alla Tirreno-Adriatico e nel Gran Premio Primavera nel 1984, nella Vuelta a Cantabria nel 1985 e nella Clásica a los Puertos de Guadarrama. Partecipò nove volte alla Vuelta a España, sette volte al Tour de France, tre volte al Giro d'Italia e quattro volte ai mondiali.

## Palmarès
- 1985

Subida a Urkiola
4ª tappa Vuelta a Burgos (Aranda de Duero > Lagunas de Meila)
2ª tappa Vuelta a Asturias
3ª tappa Vuelta a Asturias
- 1986

Classifica generale Vuelta a Asturias

## Piazzamenti

### Grandi Giri
- Giro d'Italia

1982: 50º
1984: ritirato
1988: 45º
- Tour de France

1985: 30º
1986: 40º
1987: 78º
1988: 52º
1989: 33º
1990: 41º
1991: 100º
- Vuelta a España

1983: 21º
1984: 11º
1985: 26º
1986: 33º
1987: 76º
1989: 53º
1990: 29º
1991: 40º
1992: 73º

### Classiche monumento
- Milano-Sanremo

1983: 50º
1985: 22º
1988: 56º
1990: 61º
1991: 100º
- Liegi-Bastogne-Liegi

1988: 21º
1989: 71º
1990: 86º
1991: 82º

### Competizioni mondiali
- Campionato del mondo

Ronse 1988 - In linea: ritirato
Chambéry 1989 - In linea: 28º
Utsunomiya 1990 - In linea: 29º
Stoccarda 1991 - In linea: ritirato